# باشگاه فوتبال سانتیاگوئنیو
باشگاه دپورتیوو سانتیاگوئنیو یک باشگاه فوتبال حرفه‌ای اهل السالوادور از سانتیاگو د ماریا، اوسولوتن است. این باشگاه در حال حاضر در دسته سوم بازی می‌کند.

## افتخارات
- دسته اول السالوادور: ۱ قهرمانی
- دسته دوم السالوادور: ۱ قهرمانی
- دسته سوم السالوادور: ۱ قهرمانی